# Beaulieu-sur-Sonnette
Beaulieu-sur-Sonnette ist eine französische Gemeinde mit 222 Einwohnern (Stand: 1. Januar 2022) im Département Charente in der Region Nouvelle-Aquitaine (vor 2016 Poitou-Charentes); sie gehört zum Arrondissement Confolens und zum Kanton Charente-Bonnieure. Die Einwohner werden Belusois genannt.

## Geographie
Beaulieu-sur-Sonnette liegt etwa 35 Kilometer nordnordöstlich von Angoulême. Beaulieu-sur-Sonnette wird umgeben von den Nachbargemeinden Chassiecq im Norden, Turgon im Nordosten, Parzac im Osten, Cellefrouin im Süden sowie Ventouse im Südwesten und Westen.

## Bevölkerungsentwicklung
| Jahr                       | 1962 | 1968 | 1975 | 1982 | 1990 | 1999 | 2006 | 2019 |
| Einwohner                  | 483  | 448  | 336  | 326  | 300  | 269  | 282  | 199  |
| Quellen: Cassini und INSEE |      |      |      |      |      |      |      |      |

## Sehenswürdigkeiten

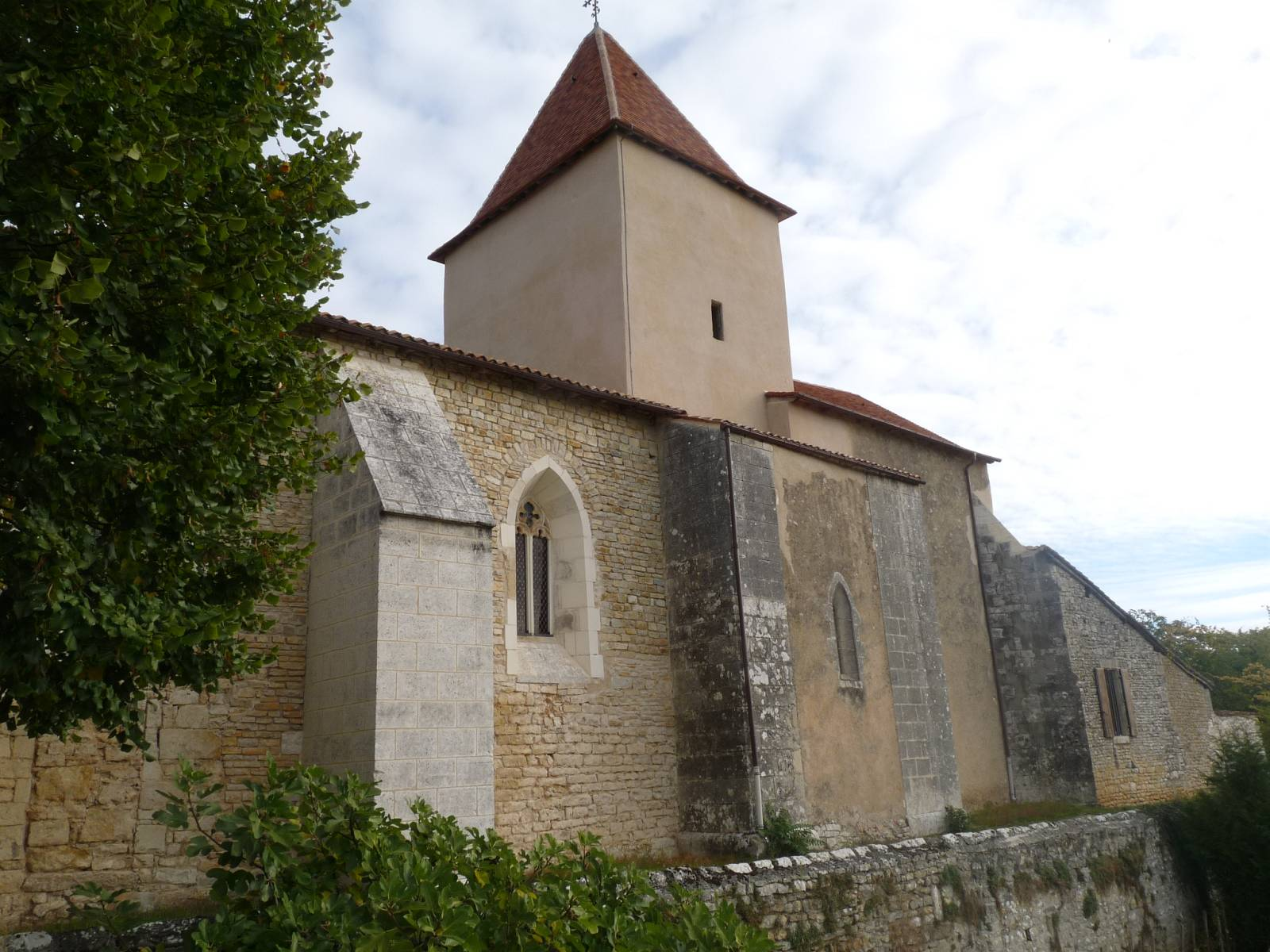
Kirche Notre-Dame
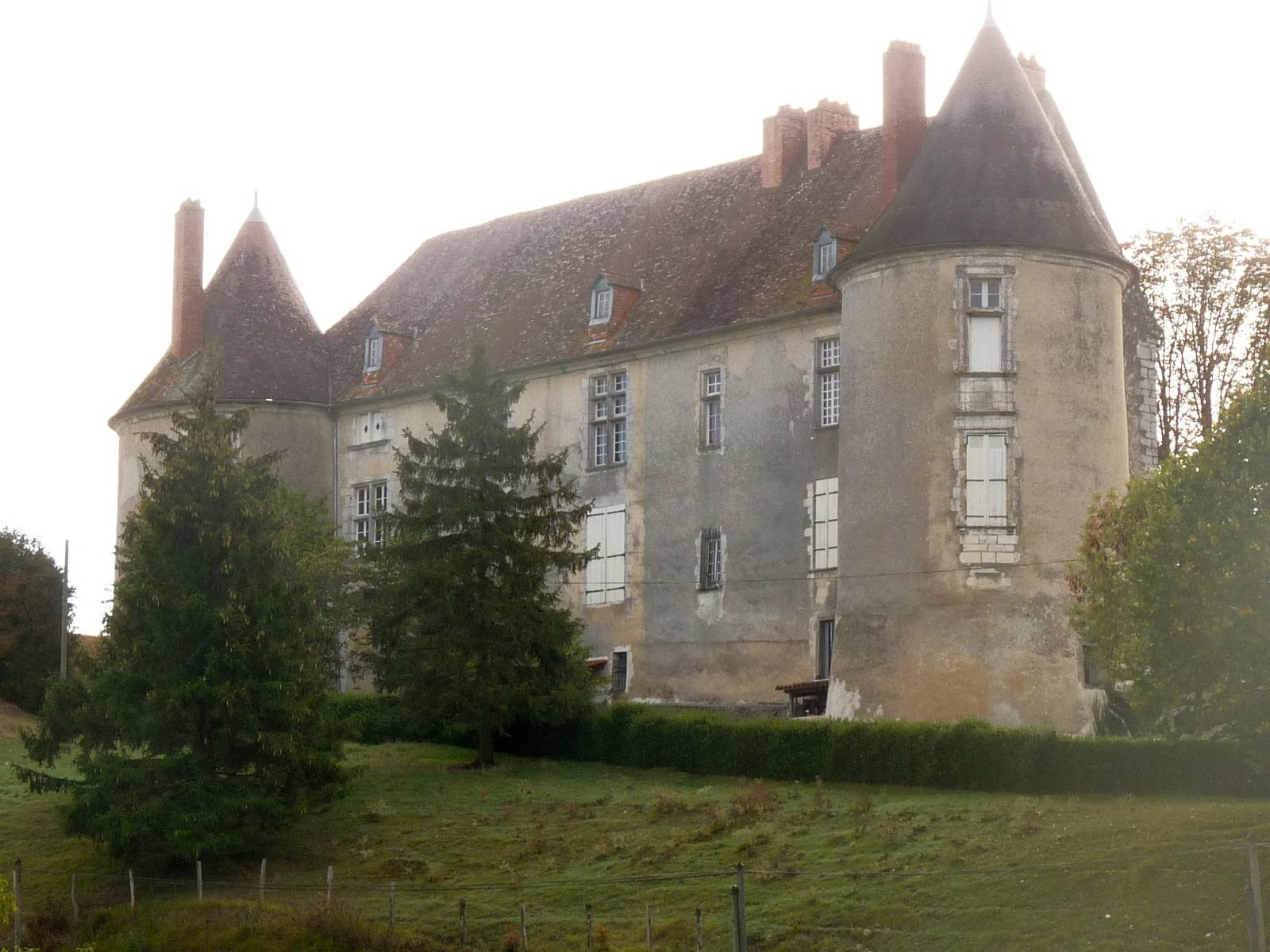
Schloss Sansac

- Kirche Notre-Dame
- Schloss Sansac